# Medea (1988)
Medea is een Deense televisiefilm uit 1988 van de regisseur Lars von Trier. De film is gebaseerd op de mythologische figuur Medea, beschreven in het toneelstuk van Euripides. De hoofdrollen werden vertolkt door Udo Kier als Jason en Kirsten Olesen als Medea.

## Rolverdeling
| Acteur         | Personage |
| -------------- | --------- |
| Kirsten Olesen | Medea     |
| Udo Kier       | Jason     |
| Henning Jensen | Creon     |